# Aleuritopteris bullosa
Aleuritopteris bullosa är en kantbräkenväxtart som först beskrevs av Kze., och fick sitt nu gällande namn av Ren-Chang Ching. Aleuritopteris bullosa ingår i släktet Aleuritopteris och familjen Pteridaceae. Inga underarter finns listade.